# Stałe Przedstawicielstwo Mongolii przy ONZ
Stałe Przedstawicielstwo Mongolii przy Narodach Zjednoczonych (ang. Permanent Mission of Mongolia to the United Nation) – misja dyplomatyczna Mongolii przy Organizacji Narodów Zjednoczonych z siedzibą w Nowym Jorku.
Mongolia została przyjęta do Organizacji Narodów Zjednoczonych w 1961.